# Dybawka
Dybawka – wieś w Polsce położona w województwie podkarpackim, w powiecie przemyskim, w gminie Krasiczyn}. Położona w dolinie Sanu przy drodze z Przemyśla do Krasiczyna.
| SIMC    | Nazwa         | Rodzaj     |
| ------- | ------------- | ---------- |
| 0604710 | Dybawka Dolna | przysiółek |
| 0604726 | Dybawka Górna | przysiółek |
| 0604732 | Łapajówka     | przysiółek |

W latach 1975–1998 miejscowość administracyjnie należała do województwa przemyskiego.